# 963年
| 千纪： | 1千纪 |
| 世纪： | 9世纪 \| 10世纪 \| 11世纪 |
| 年代： | 930年代 \| 940年代 \| 950年代 \| 960年代 \| 970年代 \| 980年代 \| 990年代 |
| 年份： | 958年 \| 959年 \| 960年 \| 961年 \| 962年 \| 963年 \| 964年 \| 965年 \| 966年 \| 967年 \| 968年                                                                                                  |
| 纪年： | 癸亥年（猪年）；于阗同慶五十二年；辽應曆十三年；南汉大寶六年；荆南建隆四年；后蜀广政二十六年；北汉天会七年；北宋（吴越、荆南、南唐）建隆四年，德元年；大理廣德十一年；日本應和三年；高丽峻丰四年 |

## 大事记
- 荊湖之戰，北宋借平張文表之亂，順勢滅荊南，掃清通往南漢的道路，並切斷後蜀與中原地區其他各國的聯繫。
- 杯酒釋兵權。
- 張漢思因謀殺陳洪進未遂，反被廢黜並軟禁，不久，南唐任命陳洪進為清源軍節度使。
- 突厥裔萨曼王朝加茲尼總督阿尔普特勤之女婿苏布克特勤创建加兹尼王国。
- 3月15日——拜占庭帝國皇帝羅曼努斯二世被皇后塞奧法諾毒死，已被加冕為共治皇帝的兩個兒子巴西爾二世和君士坦丁八世各自只有五歲以及三歲，故由塞奧法諾以母后身份攝政。
- 8月16日——尼基弗魯斯二世正式加冕为拜占庭帝國皇帝。
- 9月20日——尼基弗魯斯二世迎娶攝政太后狄奥法諾。

## 逝世
- 3月15日——羅曼努斯二世，拜占庭帝國皇帝，君士坦丁七世之子。